# Millstatt am See
Millstatt am See is een gemeente in de Oostenrijkse deelstaat Karinthië, gelegen in het district Spittal an der Drau. De gemeente heeft ongeveer 3500 inwoners.

## Geografie
Millstatt heeft een oppervlakte van 57,75 km². Het ligt in het zuiden van het land, aan de noordrand van de Millstätter See.

## Afbeeldingen

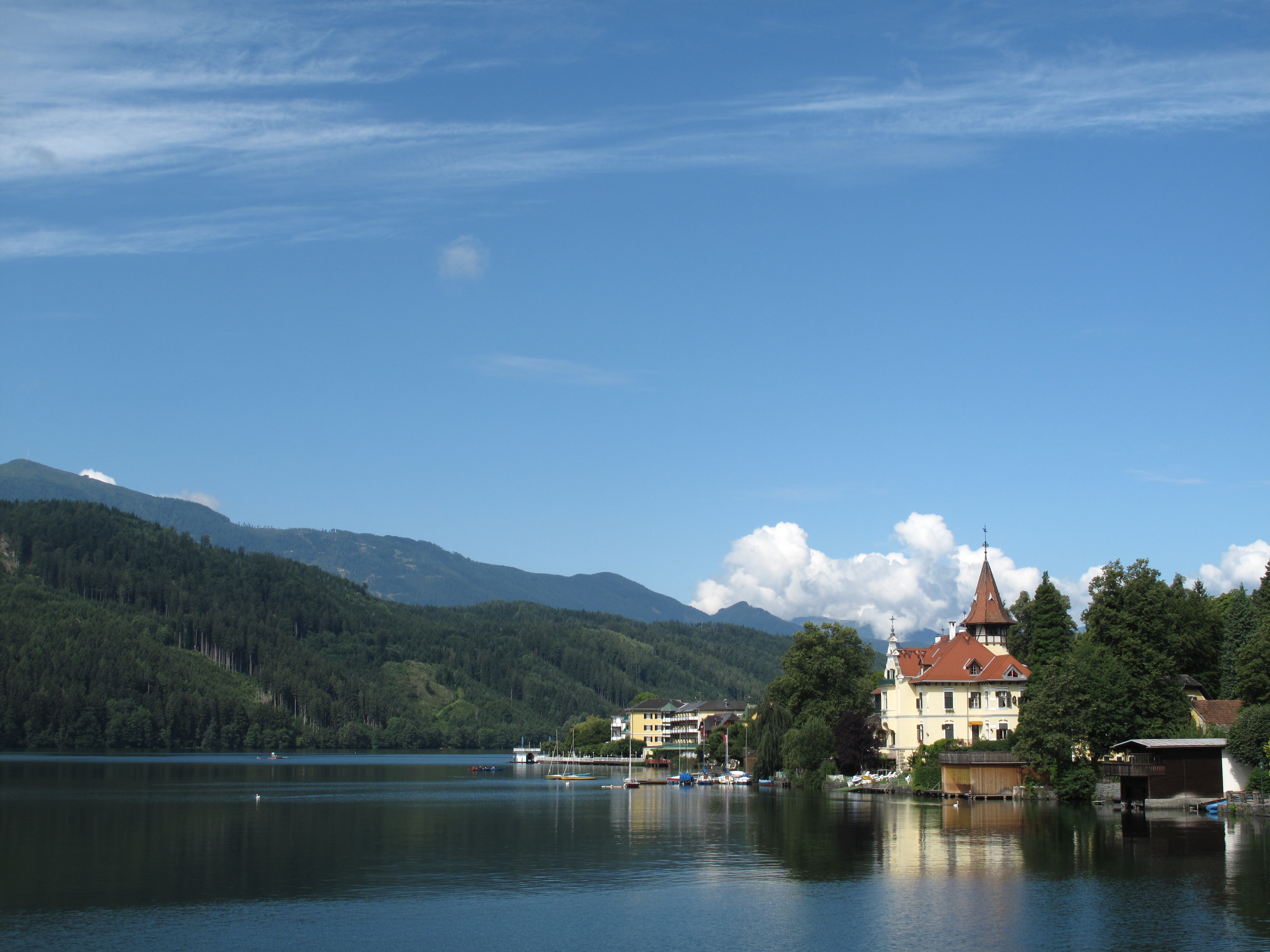
Millstatt
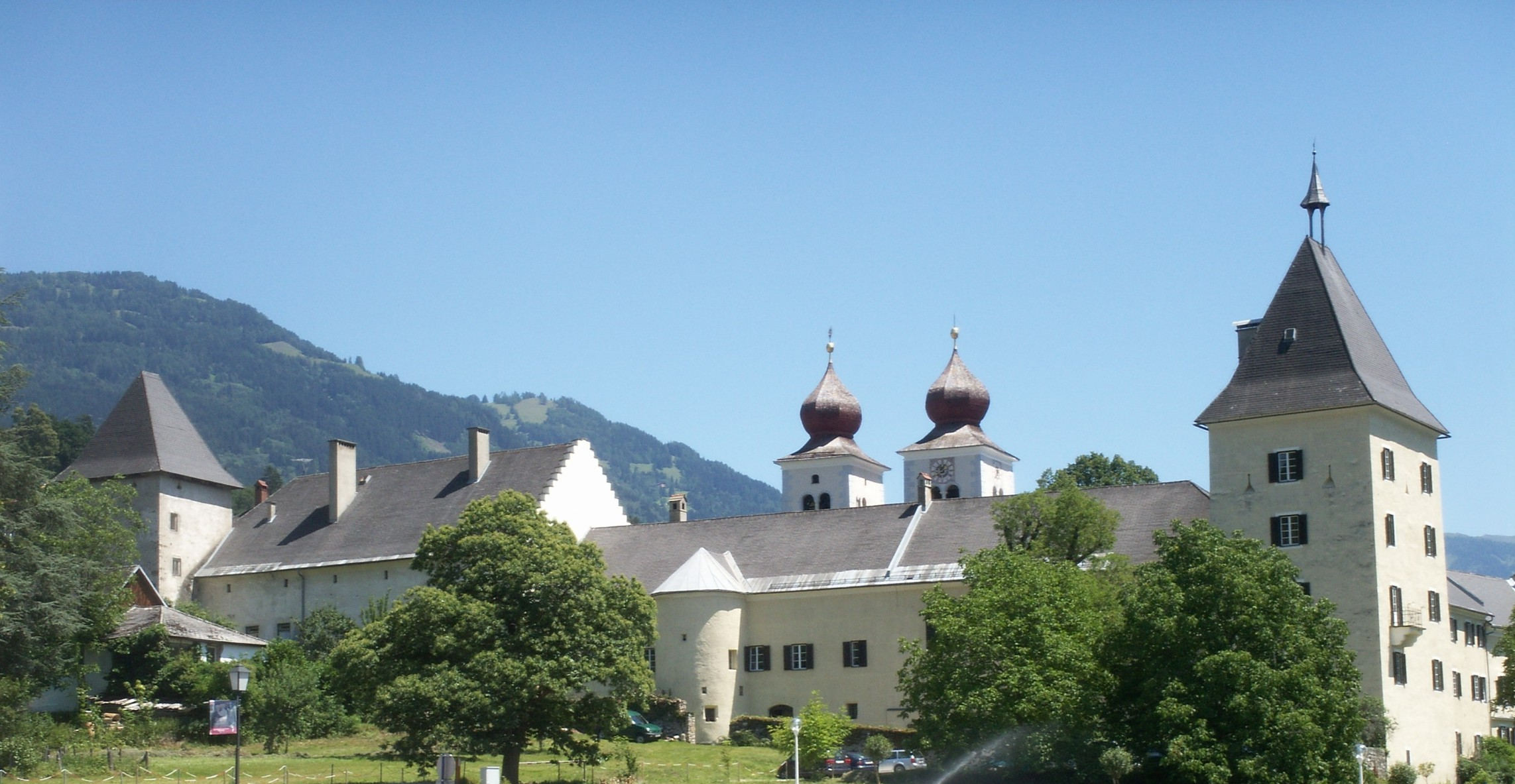
Stift Millstatt
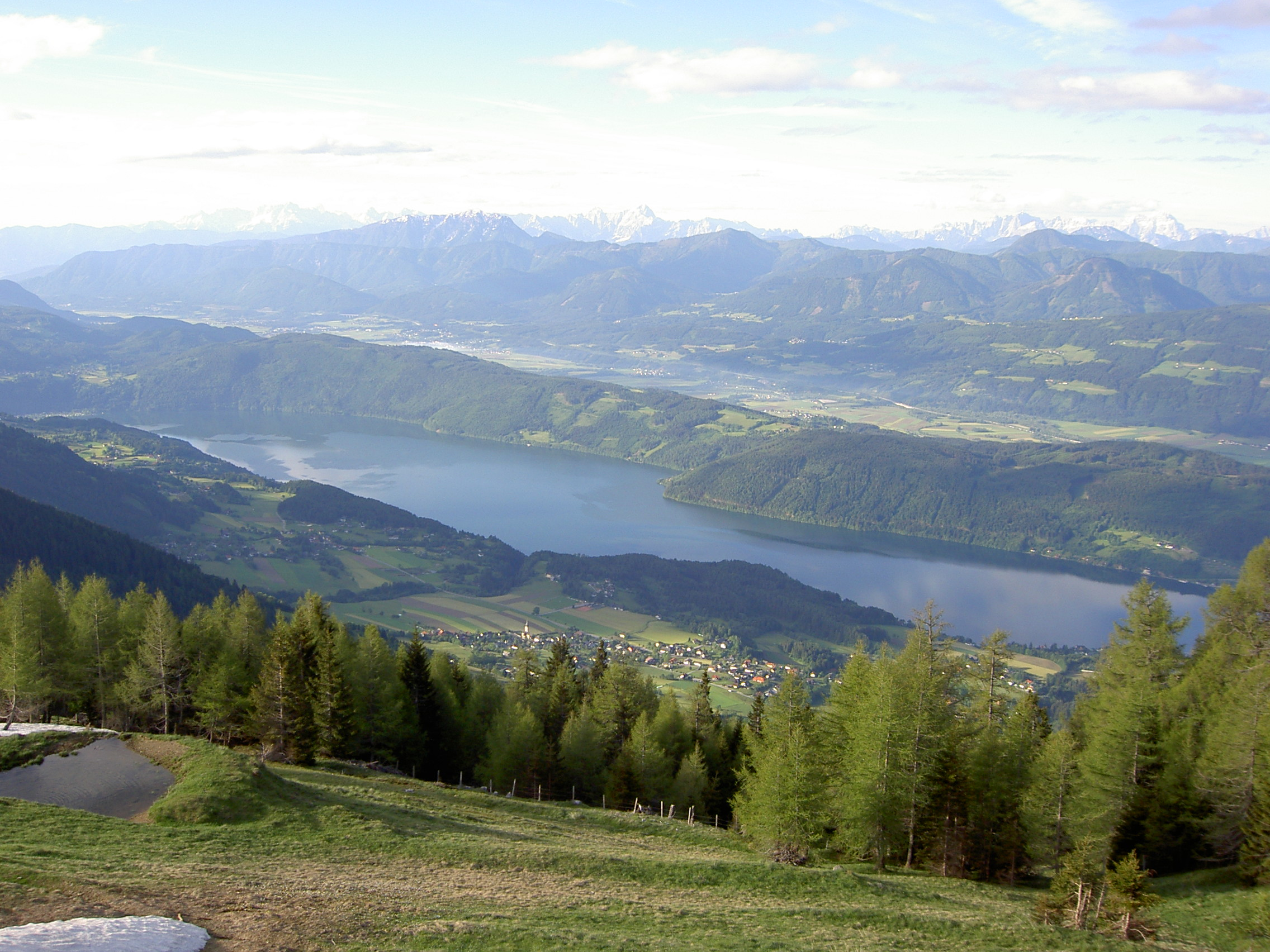
Obermillstatt
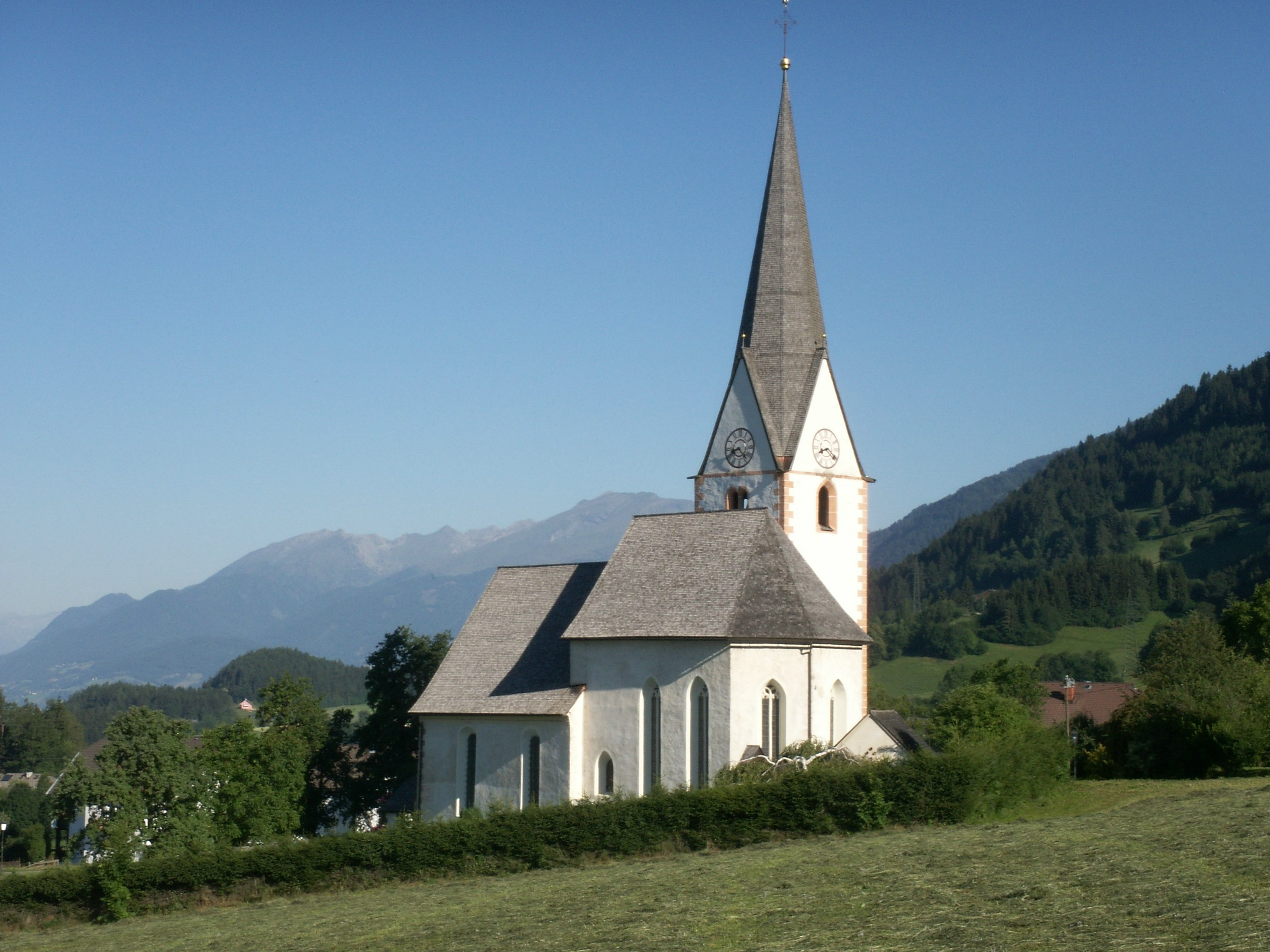
Matzelsdorf

Bad Kleinkirchheim · Baldramsdorf · Berg im Drautal · Dellach im Drautal · Flattach · Gmünd in Kärnten · Greifenburg · Großkirchheim · Heiligenblut am Großglockner · Irschen · Kleblach-Lind · Krems in Kärnten · Lendorf im Drautal · Lurnfeld · Mallnitz · Malta in Kärnten · Millstatt am See · Mörtschach · Mühldorf · Oberdrauburg · Obervellach · Radenthein · Rangersdorf · Reißeck · Rennweg am Katschberg · Sachsenburg · Seeboden am Millstätter See · Spittal an der Drau (stad) · Stall · Steinfeld · Trebesing · Weissensee · Winklern
- Gemeinsame Normdatei: 4039376-8
- MusicBrainz: b2930516-a4ab-405b-a441-fbf90769e5ab
- Nationale Bibliotheek van Tsjechië: ge1151972
- Virtual International Authority File: 19144648169632712737